# Antoine Léger der Ältere
Antoine Léger (* 1594 anderes Datum 1596 in Ville-Seiche bei Le Perrier im Germanascatal; † 18. Oktober 1661 in Genf) war ein französisch-schweizerischer evangelischer Geistlicher und Theologe.

## Leben

### Familie
Antoine Léger wurde in einem der Waldensertäler im Piemont geboren und war der Sohn von Pierre Léger.
Er war mit Catherine (* 1620; † 22. Mai 1687 in Genf), Tochter von Samuel Clément, Pfarrer in Val Pragela im Piemont, verheiratet; ihr gemeinsamer Sohn war der spätere gleichnamige Theologe Antoine Léger (* 1652 in Genf; † 18. Januar 1719 ebenda).
Sein Neffe war der Historiker Johann Leger, der eine Schrift über die Geschichte der Waldenser verfasst hatte.

### Werdegang
Antoine Léger studierte ab 1618 an der Académie de Genève Theologie, dass er 1624 an der Universität Leiden fortsetzte; im gleichen Jahr begann er auch eine Studienreise in die Niederlande und nach England, bei der er persönliche Beziehungen zu den bekanntesten protestantischen Professoren und Schriftstellern aufbaute. Nach der Reise hielt er sich in Genf auf, bevor er im Herbst 1626 einer Berufung aus seiner Heimat folgte und bis 1627 Pfarrer in seinem Geburtsort Ville-Seiche wurde.
Von 1628 bis 1637 war er in Konstantinopel Kaplan der holländischen Botschaft, die von Cornelius Haga geleitet wurde und der ihn in dieses Amt gebeten hatte. Während seines Aufenthaltes beteiligte er sich an der altgriechischen Übersetzung des Neuen Testaments Novum Testamentum idiomale græco lillerali et græco vulgari ex versione Maximi Gallipolitani, das Maximos von Gallipoli († 1633) im Auftrag des orthodoxen Patriarchen Kyrillos Loukaris begonnen hatte und das 1638 erschien.
Nach seiner Rückkehr in die Heimat war er von 1637 bis 1643 Pfarrer in Saint-Jean im Val Pellice. Er beteiligte sich in seiner Heimat aktiv an den Verteidigungsmassnahmen gegen die Fürsten von Savoyen, die die piemontesischen Waldenser rigoros verfolgten, und wurde deswegen 1643 vom Inquisitionstribunal in Turin zum Tod verurteilt, hierauf flüchtete er nach Genf und war von 1644 bis 1648 Pfarrer der italienischen Kirche in Genf und ab 1645 der Stadt Genf.
1645 wurde er Professor für Theologie und Griechisch, ab 1654 für Hebräisch an die Académie de Genève; in dieser Zeit erfolgte 1652 seine Einbürgerung in Genf. Zu seinen Studenten gehörte unter anderem der Theologe Hans Jakob Gessner.

### Geistliches und berufliches Wirken
In Konstantinopel lernte Antoine Léger den Calvinismus des Patriarchen Kyrillos Loukaris kennen, dessen stark reformiert geprägtes Glaubensbekenntnis er 1629 und 1633 herausgab. Er übersandte auch verschiedene Dokumente über Kyrillos Loukaris an Johann Heinrich Hottinger.
Er stand auch in engem Kontakt mit dem Genfer Theologen Bénédict Turrettini.

## Schriften (Auswahl)
- Antoine Léger; KallipoliteÌ Maximos: Ἡ Καινὴ Διαθήκη τοῦ Κυρίου ἡμῶν Ἰησοῦ Χριστοῦ : δίγλωττος: ἐν ἧ ἀντιπροσώπως τό τε θεῖον πρωτότυπον καὶ ἧ ἀπαραλλάκτως ἐξ ἐκείνου εἰς ἁπλῆν διάλεκτον, διὰ τοῦ μακαρίτου κυρίου Μαξίμου τοῦ Καλλιουπολίτου γενομένη μετάφρασις ἅμα ἐτυπώθησαν.  Pierre Aubert, Genf 1638.
- Judicium ecclesiæ et academiæ Genevensis de concordiæ ecclesiasticæ inter Evangelicos studio. Genf 1655.
- Antonius Legerus Academiae Genevensis rector. Pietatis et bonarum literarum fautoribus ac studiosis "euthanasian athanasias ephodion". Genf 1657.